# Paradelphomyia (Oxyrhiza) costaricensis
Paradelphomyia (Oxyrhiza) costaricensis is een tweevleugelige uit de familie steltmuggen (Limoniidae). De soort komt voor in het Neotropisch gebied.